# Другая половина и другая половина
«Другая половина и другая половина» (иер. трад. 我愛太空人, кант.-рус.: Во ай тай конг рен, англ. The Other Half and the Other Half) — гонконгская драма 1988 года, режиссёр Клара Ло. Главные роли в фильме исполнили Ган Квок-Люн, Тень Ню, Кора Мяо и Эрик Цан.
Картина получила 4 номинаций на 8-й Гонконгской кинопремии.

## Сюжет
Сэм (Ган Квок-Люн) вместе с женой (Кора Мяо) возвращаются в Гонконг после неудачной попытки эмиграции в Канаду. Они временно останавливаются в доме у своей подруги Джун (Тень Ню). Муж Джун (Эрик Цан) живёт в Канаде, чтобы получить гражданство. Между Сэмом и Джун возникает близость.

## В ролях
- Ган Квок-Люн[кит.] — Сэм
- Тень Ню[англ.] — Джун
- Кора Мяо[англ.] — жена Сэма
- Эрик Цан — муж Джун

## Награды и номинации
| Награды                    | Награды             | Награды              | Награды   |
| Кинопремия                 | Категория           | Лауреат / претендент | Результат |
| -------------------------- | ------------------- | -------------------- | --------- |
| 8-я Гонконгская кинопремия | Лучшая женская роль | Тень Ню              | Номинация |
| 8-я Гонконгская кинопремия | Лучшая мужская роль | Эрик Цан             | Номинация |
| 8-я Гонконгская кинопремия | Лучшая женская роль | Кора Мяо             | Номинация |
| 8-я Гонконгская кинопремия | Лучший сценарий     | Эдди Фонг            | Номинация |